# Callionima parce
Callionima parce (Fabricius, 1775) è un lepidottero appartenente alla famiglia Sphingidae, diffuso in America Settentrionale, Centrale e Meridionale.

## Descrizione

### Adulto
L'ala anteriore ha un apice appuntito, con margine esterno leggermente falciforme. La pagina superiore mostra una pallida linea apicale obliqua e curva, che si estende in corrispondenza della nervatura M1, fino a diventare una macchia chiara che devia fino a raggiungere il margine esterno dell'ala. È presente la grande macchia argentata in corrispondenza della cellula discoidale.

Nell'ala posteriore la macchia nera sull'angolo anale è qui ben sviluppata, analogamente a quanto in C. inuus, ma il colore di fondo è leggermente più chiaro (D'Abrera, 1986).

L'analisi dei genitali è utile per la determinazione specifica nei confronti di C. falcifera (Kitching & Cadiou, 2000). Nel genitale maschile, l'uncus appare stretto, con pareti pressoché parallele se viste ventralmente, e dotato di quattro lobi posteriori appuntiti; di questi, i due più interni sono leggermente più lunghi. Lo gnathos consiste di due processi stretti, affusolati e appuntiti, che sono appena più lunghi dell'uncus.

L'apertura alare va da 67 a 80 mm.

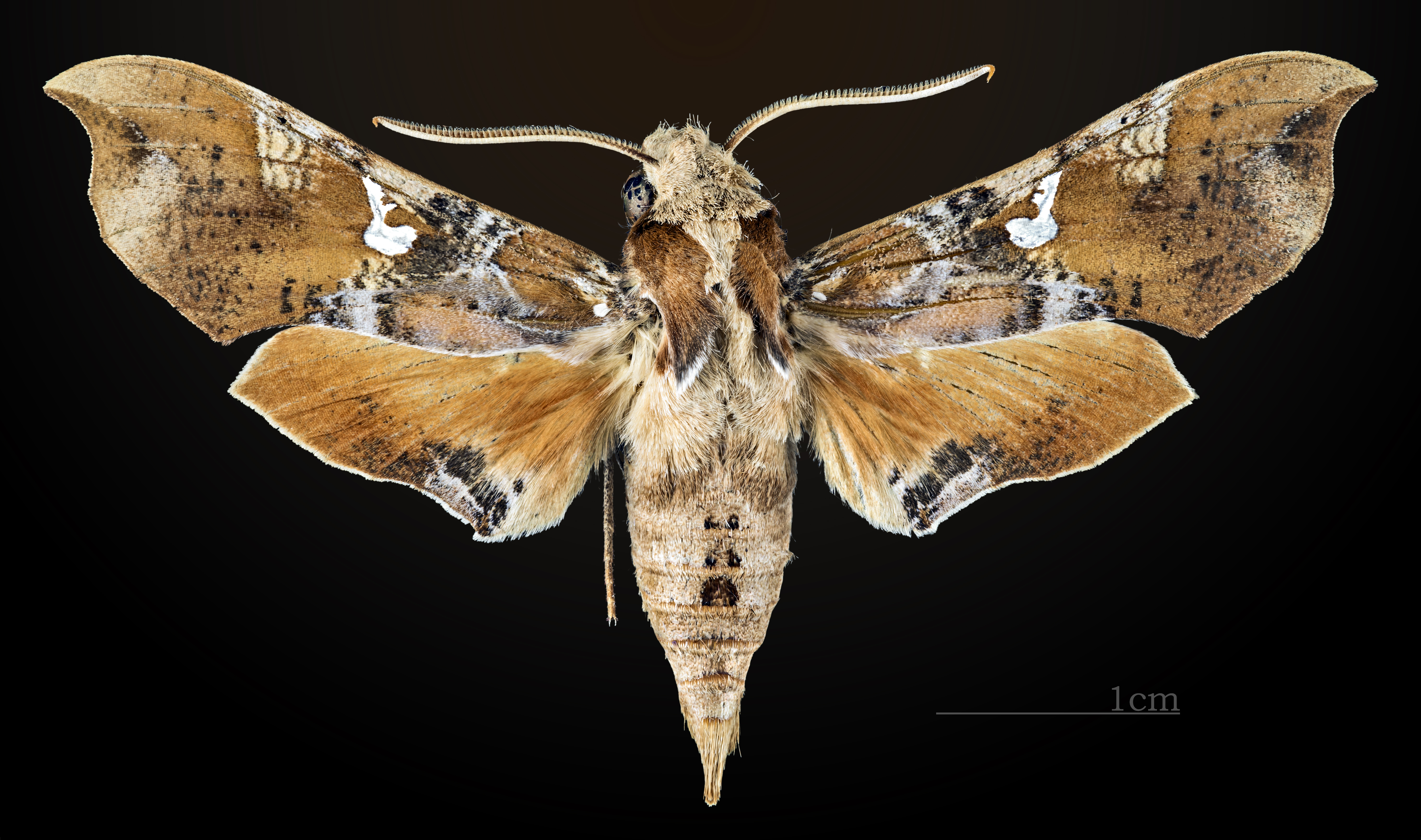
Callionima parce ♂
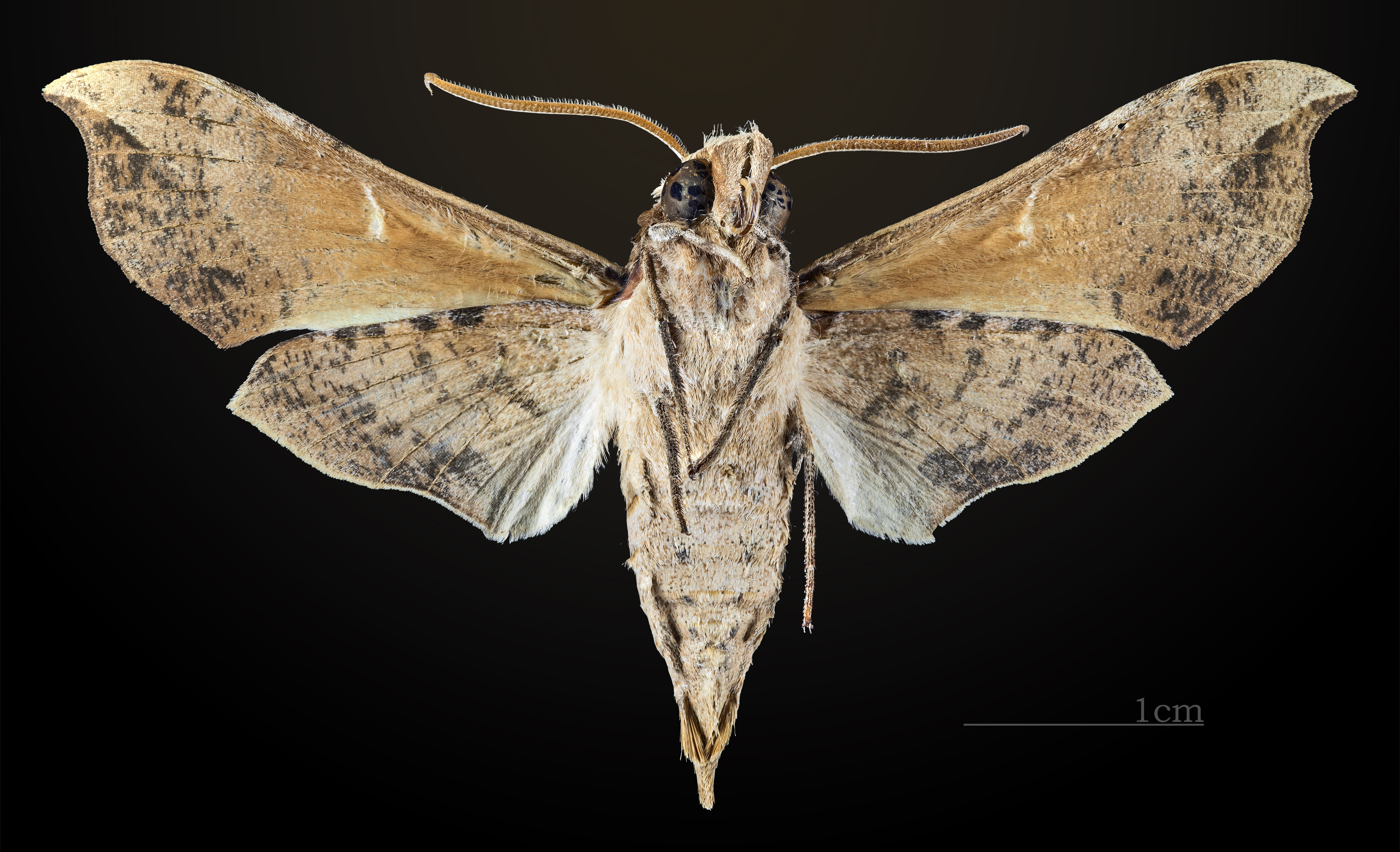
Callionima parce ♂   △
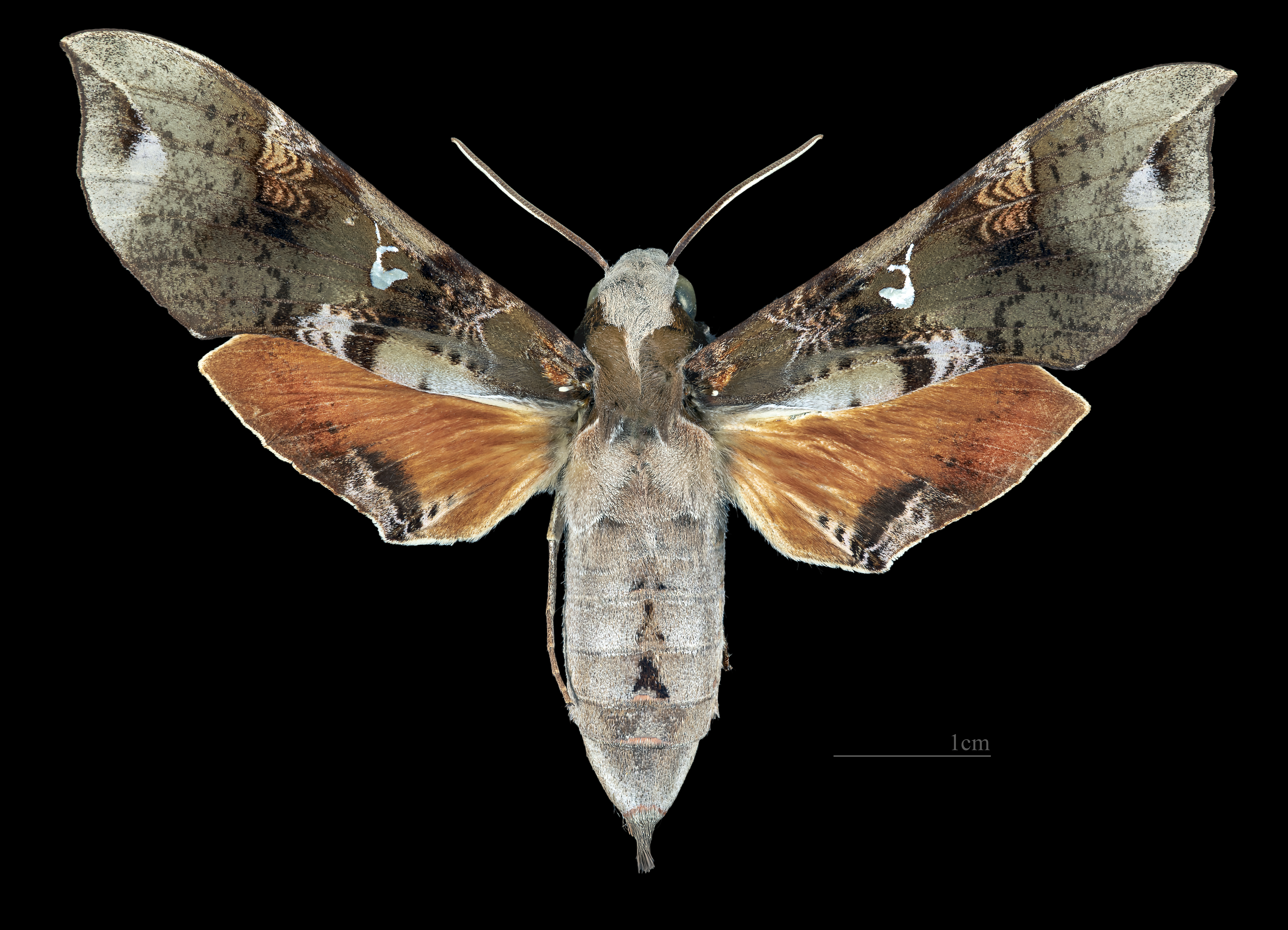
Callionima parce  ♀
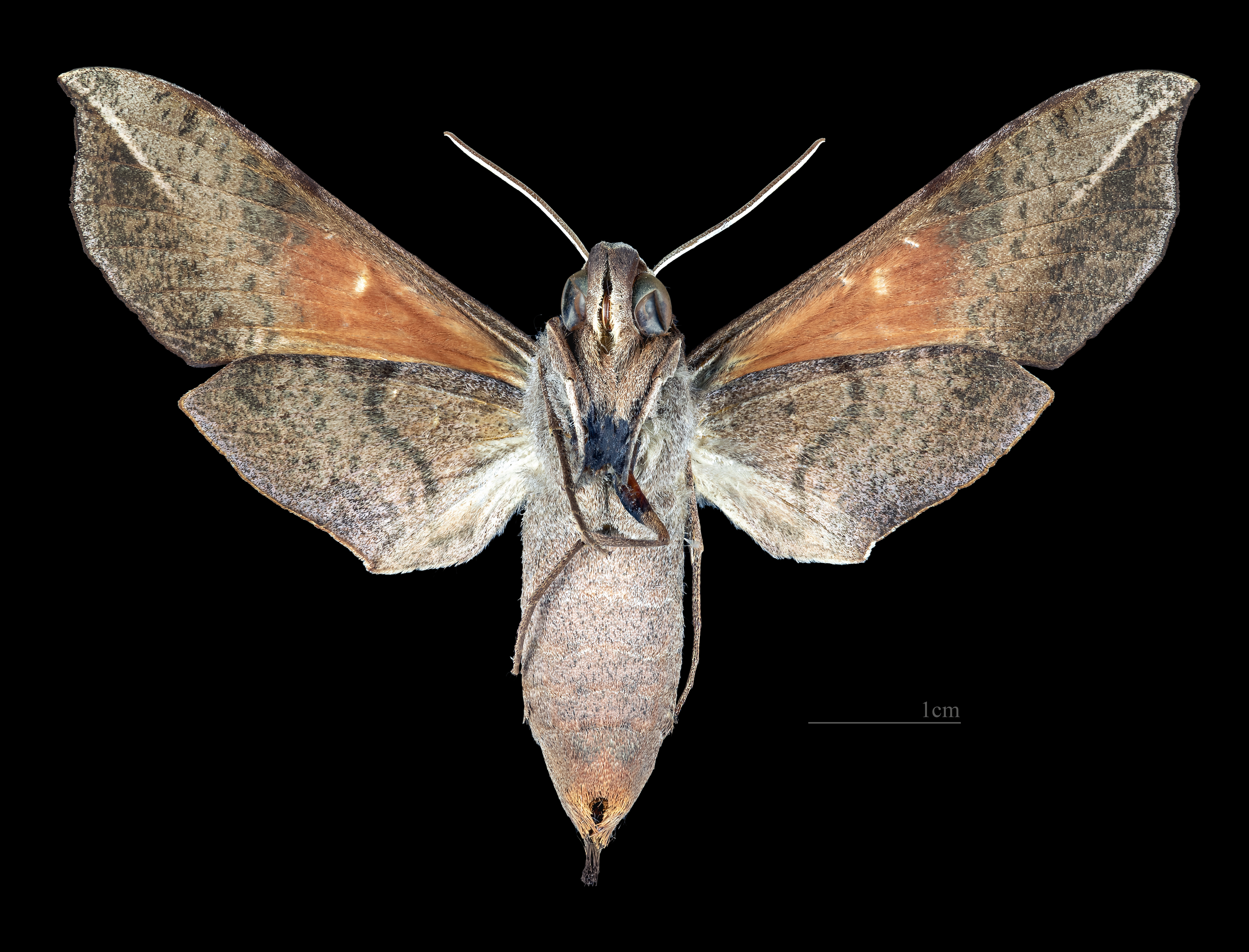
Callionima parce  ♀ △

### Larva
Dati non disponibili.

### Pupa
Le crisalidi si rinvengono entro bozzoli traslucidi negli strati superficiali della lettiera del sottobosco.

## Distribuzione e habitat
L'areale di questa specie comprende il sud degli Stati Uniti (Florida, Texas, Arizona e California meridionali), il Messico, il Belize (Corozal, Orange Walk, Cayo, Stann Creek, Toledo) il Guatemala, il Nicaragua (Nueva Segovia, Managua, Chontales, Zelaya), la Costa Rica (Puntarenas, Guanacaste, Lemon, Heredia, San José, Alajuela), Panama, il Brasile (locus typicus, Roraima, Amazonas, Pará, Mato Grosso), il Venezuela (Amazonas, Anzoátegui, Apure, Aragua, Barinas, Bolivar, Carabobo, Distretto Capitale, Falcón, Lara, Miranda, Portuguesa, Táchira, Trujillo, Yaracuy), il Suriname, la Guiana Francese, la Bolivia (Beni, La Paz, Santa Cruz) e l'Argentina (Salta, Misiones).

## Biologia
Durante l'accoppiamento, le femmine richiamano i maschi grazie ad un feromone rilasciato da una ghiandola, posta all'estremità addominale. Gli adulti di entrambi i sessi sono attratti dalla luce, ma soprattutto i maschi. Generalmente le femmine sono attive tra le 22:30 e le 2:00, mentre i maschi lo sono tra le 23:30 e le 3:00.

### Periodo di volo
In Costa Rica gli adulti sfarfallano tutto l'anno; negli Stati Uniti si rinvengono tra aprile e settembre

### Alimentazione
Gli adulti suggono il nettare di fiori di varie specie.
I bruchi si alimentano su foglie di membri della famiglia Apocynaceae tra cui Stemmadenia obovata (Hook. & Arn.) K.Schum.

## Tassonomia

### Sottospecie
Non sono state descritte sottospecie.

### Sinonimi
Sono stati riportati quattro sinonimi:
- Hemeroplanes parthenope Zikán, 1935 - Revta bras. Ent. 32 (1) (eterotipo)
- Sphinx galianna Burmeister, 1856 - Abh. naturf. Ges. Halle 3: 63, locus typicus: Brasile (eterotipo)
- Sphinx licastus Stoll, [1781] - in Cramer, Uitl. Kapellen 4 (32-32): 180, pl. 381, figs. A, B, locus typicus: Suriname (eterotipo)
- Sphinx parce Fabricius, 1775 - Syst. Ent.: 543, locus typicus: Brasile (omotipo, basionimo)

La specie è stata citata impropriamente anche come:
- Calliomma galiana Burmeister, 1879 - Descr. phys. Rép. Arg. 5, Atlas (1): 33
- Calliomma licastus Godman & Salvin, 1881 - Biol. centr.-amer., Lep. Heterocera 1: 5
- Calliomma lycastus Walker, 1856 - List Spec. Lepid. Insects Colln Br. Mus. 8: 108
- Calliomma parcae Kirby, 1892 - Synonymic Cat. Lepid. Heterocera 1 : 646